# Печпанъях
Печпанъях (устар. Печпан-Ях) — река в России, протекает по Сургутскому району Ханты-Мансийского АО. Устье реки находится в 201 км по левому берегу реки Нёгусъях. Длина реки составляет 26 км.
В 21 км от устья, по левому берегу реки впадает река Ай-Печпан-Ях

## Данные водного реестра
По данным государственного водного реестра России относится к Верхнеобскому бассейновому округу, водохозяйственный участок реки — Обь от города Нефтеюганск до впадения реки Иртыш, речной подбассейн реки — Обь ниже Ваха до впадения Иртыша. Речной бассейн реки — (Верхняя) Обь до впадения Иртыша.
Код объекта в государственном водном реестре — 13011100212115200048281.